# Nieul-sur-Mer
 Nieul-sur-Mer  es una población y comuna francesa, situada en la región de Poitou-Charentes, departamento de Charente Marítimo, en el distrito de La Rochelle y cantón de La Rochelle-9.

## Demografía
| 1 067 | 1 015 | 1 174 | 1 260 | 1 475 | 1 404 | 1 549 | 1 517 | 1 463 | 1 516 | 1 501 | 1 386 | 1 400 | 1 411 | 1 445 | 1 351 | 1 311 | 1 259 | 1 248 | 1 256 | 1 176 | 1 222 | 1 259 | 1 239 | 1 240 | 1 509 | 1 574 | 1 763 | 2 581 | 4 057 | 4 957 | 5 641 | 5 600 |
| Para los censos de 1962 a 1999 la población legal corresponde a la población sin duplicidades (Fuente: INSEE [Consultar]) |       |       |       |       |       |       |       |       |       |       |       |       |       |       |       |       |       |       |       |       |       |       |       |       |       |       |       |       |       |       |       |       |